# Еликты (гора)
Еликты (каз. Елікті — досл. рус. косулья гора, устар. Илликты; Илекты) — гора в Казахстане. Расположена на севере возвышенности Кокшетау, высшая точка одноимённого массива. Низкогорный массив Еликты вытянут вдоль левого берега реки Шагалалы.

## Этимология
Название Еликты в переводе с казахского означает «местность, где много косуль».

## Описание
Склоны покрыты сосновым лесом. На северном склоне расположена горно-лыжная трасса «Еликты». Абсолютная высота горы — 502 м над уровнем моря, длина — около 12 км, ширина — около 5 км.